# Silene chlorantha
Silene chlorantha là loài thực vật có hoa thuộc họ Cẩm chướng. Loài này được (Willd.) Ehrh. miêu tả khoa học đầu tiên năm 1792.